# Лебедев, Вячеслав Бонифатьевич
Вячеслав Бонифатьевич Лебедев (12 марта 1881, Острогожск — 29 мая 1931, Одесса) — российский и советский географ, гидролог и гидробиолог.

## Биография
Родился 12 марта 1881 года в Острогожске.
В 1908 году окончил естественное отделение Императорского Новороссийского университета в Одессе, ученик Г. И. Танфильева. В 1909 — 1913 годах был аспирантом — стажером на биологической станции в г. Берген (Норвегия).
В 1913 году сдал экзамен на степень магистра и начал преподавать в Новороссийском университете. В 1916 - 1920 году был приват—доцентом.
В 1921 — 1930 годах преподавал в  Одесском институте народного образования (ОИНО). С 1927 года был профессор и заведующим научно-исследовательской кафедры геологии и географии, а затем заведующим сектором географии кафедры.
В 1927 году решением Народного комиссариата просвещения Украинской ССР утверждён в учёном звании профессора.
С 1930 года работал заведующим кафедрой географии Одесского института профессионального образования..
Умер 29 мая 1931 года. Похоронен в Одессе.

## Научная деятельность
Автор научных работ по физической географии, лимнологии, гидробиологии. Исследовал гидрологиические и гидробиологические особенности Одесского залива. В 1920-е годы издал несколько научно-популярных сочинений, подготовил ряд учебных пособий для средней школы.

##### Труды
- Съемка и составление плана/ В. Б. Лебедев. – Одесса: НКЗУ, 1922. – 28 с.
- Работы на географических экскурсиях/ В. Б. Лебедев. – Вып. 1. – М.: Знание, 1925. – 47 с.
- Первые работы по географии : Как я стал заниматься географией моей родины / В. Б. Лебедев. - Москва : Знание, 1926. - 90 с.,